# Самый лучший босс
«Самый лучший босс» (исп. El buen patrón) — художественный фильм режиссёра Фернандо Леона де Араноа. Главную роль исполнил Хавьер Бардем. Фильм являлся кандидатом от Испании в номинанты на премию «Оскар» за лучший иностранный художественный фильм на 94-й церемонии вручения её наград.
Фильм получил рекордные 20 номинаций на 36-ю премию «Гойя», победив в 6 (лучшая картина, режиссер, актер, оригинальный сценарий, музыка и монтаж).

## Сюжет
Хулио Бланко, харизматичный владелец компании по производству промышленных весов в провинциальном испанском городке, ожидает скорого визита комиссии, которая решит судьбу награды за выдающиеся достижения в бизнесе, поэтому для визита всё должно быть идеально. Однако, кажется, все сговорились против него. Бланко пытается решить свои проблемы и проблемы своих сотрудников, переходя все границы. В течение недели он раскроется с новых неожиданных сторон…

## В ролях
- Хавьер Бардем — Хулио Бланко[12]
- Маноло Соло — Миральес
- Альмудена Амор — Лилиана
- Оскар де ла Фуэнте — Хосе
- Соня Альмарча — Адела

## Производство и релиз
Съёмки начались в Испании в октябре и завершились в декабре 2020 года.
Премьера фильма состоялась 21 сентября 2021 года на Международном кинофестивале в Сан-Себастьяне. 15 октября 2021 года фильм вышел в широкий прокат в Испании.
Кинокомпания Cohen Media Group приобрела права на распространение фильма в США.

## Критика
На сайте Rotten Tomatoes фильм имеет рейтинг 90 %, основанный на 10 отзывах.
Гай Лодж из Variety дал фильму положительную рецензию и пишет: «Корпоративная сатира Фернандо Леона де Араноа слишком длинная и вялотекущая, чтобы справиться со своими фарсовыми наклонностями, но ей удаётся выжить благодаря магнетизму своей звезды».
Джонатан Холланд из Screen Daily счёл фильм «ловко сделанным и развлекательным, но в конечном итоге немного неоригинальным». С точки зрения сюжета, он считает фильм «гладким и эффективным, как хорошо работающая фабрика».
Джордан Минцер из The Hollywood Reporter дал фильму положительную оценку и написал: «В этой мрачной драме актер-ветеран в роли босса семейной фабрики, страдающей от экономических проблем, слабостей сотрудников и столкновений, вызванных расцветающим мультикультурализмом в Испании, очень интересен, учитывая довольно серьезную тематику».